# اليخاندرو بالاسيوس
اليخاندرو بالاسيوس (بالإسبانية: Alejandro Palacios)‏ (6 مارس 1981 بمدينة مكسيكو في المكسيك - ) هو لاعب كرة قدم مكسيكي في مركز حراسة المرمى. شارك مع منتخب المكسيك لكرة القدم. أما مع النوادي، فقد لعب مع نادي أونيفرسيداد ناسيونال وClub San Luis ‏.

## وصلات خارجية
- اليخاندرو بالاسيوس على موقع قاعدة بيانات كرة القدم.إي يو (الإنجليزية)
- اليخاندرو بالاسيوس على موقع Soccerway.com (الإنجليزية)
- اليخاندرو بالاسيوس على موقع AS.com (الإسبانية)